# کریسمس در ژوئیه
کریسمس در ژوئیه (انگلیسی: Christmas in July) فیلمی در ژانر کمدی رمانتیک به کارگردانی پرستون استرجیس است که در سال ۱۹۴۰ منتشر شد.

## خلاصه فیلم
یک کارمند دفتری دوست دارد وارد یک مسابقه شده و با برنده شدن مقدار زیادی پول به دختری که دوست دارد ازدواج کند. برخی از همکاران او به شوخی پیامی تلگرافی با مضمون این که او برنده مقدار زیادی پول شده برایش ارسال می‌کنند و...